# Cthaat Aquadingen
«Cthäat Aquadingen» (рус. Хтаат Аквадинген или Законы Глубоководных) — вымышленное эзотерическое сочинение в двенадцати томах американского писателя ужасов Брайана Ламли и последователи «Мифов Ктулху». Название книги (нидерл. Cthäat Aquadingen) можно перевести с голландского как «Водные существа / твари». Эта книга XI века неизвестного автора, написанная на смеси голландского и латыни. Впервые книга появляется в рассказе Брайана Ламли «Кипрские ракушки» (англ. The Cyprus Shell, 1968). Рассказ вошел в сборник вместе с другими произведениями: «The Taint and Other Novellas» (2007), — рассказ «Ужас в Оукдине» (англ. The Horror at Oakdeene, 1977) и повесть «Дом над прудом» (англ. The House of the Temple, 1980). Книга также известна под названием «Чёрная книга».

## Описание
Впервые появляется в рассказе «Кипрская раковина» (1968). Это всестороннее исследование разумной подводной жизни, описывающее Глубоководных и Ктулху, а также другие морские существа, как Инпеска. Книга содержит множество сведений о заклинании Шестая Сатлатта, ритуалах и заклинаниях, связанных с божеством Уббо-Сатла.

Титус Кроу зачитывает цитату из книги
И в Последние Дни Господства Человека, когда его Сила будет подобна Силе Солнц, Владыка Р’льеха будет проникать в Умы Великих людей, Вождей Народов, обольщая их Ложью, с которой они начнут воевать и уничтожать друг друга; да и весь Мир вместе с собой! И Азатот будет править безраздельно, а Ктулху будет пребывать в безопасности в глубинах Р’льеха, ожидая своего часа, пока Люди не станут Чудовищами. И когда весь Мир покатится во Тьму, тогда явится Ктулху, и Хаос и Безумие будут властвовать над всем…
В рассказе «Поцелуй Бугг-Шаша» описаны заметки Фейри о «Cthaat Aquadingen»:
Дабы какой-нибудь дерзкий или неопытный Волшебник не соблазнился призвать одного из вас, Утопающих — будь то Йибб-Тстлл или Багг-Шаш — это Предупреждение должно направить его и сообщить ему о его Глупости. Ибо вы, утопающие, столь же коварны и требуют от вас самого деликатного обращения и мельчайшего внимания к чародейским деталям. Йибб-Тстлль может контролироваться только с помощью Выжигающего Душу Барьера Наах-Тит, а Багг-Шаш может содержаться только в Пентаграмме Силы. Кроме того, вы, утопающие, должны быть отправлены заранее по своему делу, которым является Смерть, иначе они найдут способы обратиться против вас, Призывающего. НЕ взывайте к Багг-Шашу из праздного любопытства; ибо ты, Великий Черный, ни он, ни его двоюродный брат не вернутся по собственному согласию на свое место, но будут искать любыми средствами жертву, часто будь тем же волшебником, который произнес твой призыв. Из вас двоих Багг-Шаш наиболее коварный и подло хитрый, ибо, если к Его Пришествию не будет приготовлена ни Жертва, ни Жертва, Он не вернется, пока не возьмет с собой Призывающего, и должен будет остаться на сто Лет, чтобы выполнить Свою Цель…

### Содержание
- Великий Ктулху
- Человеческие культы, поклоняющиеся Звёздному Отродью
- Глубоководные
- Отец Дагон и Мать Гидра
- Глубоководные города вблизи Понапе, Инсмута, у побережья Аляски, в британском Северном море, в Индийском океане, и многих других местах по всему миру.
- Человеческие культы, связанные с морскими существами.
- Длинные рассуждения о Великих Древних Багг-Шаше и Йибб-Тстлле.
- Серия ритуалов и заклинаний, касающихся Уббо-Саттлы.
- Инструкции по созданию Древнего Знака.
- Тсатоггуа
- Аспект Ньярлатхотепа
- Информация о барьере Наах-Тит
- Шестая Сатлатта — один из разделов книги «Хтаат Аквадинген», включающий информацию о существе Йиб-Тстлл и инструкцию для его вызова из мира снов (рассказ Ламли 1977 года «Ужас в Оукдине»).
- Другое

## Публикации
Книга появилась в Северной Европе или Германии около 400 г. н. э. Первые экземпляры были написаны смесью ныне вымершего готского языка и странного точечного письма . Латинский перевод был сделан в двенадцатом веке. На протяжении веков были сделаны многочисленные личные переводы на такие языки, как английский, французский и даже хинди. Английский перевод появился в XIV веке. Возможно, сначала он был хотя бы частично написан на р’льейском языке. Предположительно существует всего пять полных копий The Cthäat Aquadingen.

## Влияние на культуру

### Настольные игры
Колин Уилсон написал рассказ «Философский камень» (1969), в котором появляется Xтаат (англ. Cthaat) — Бог воды, аморфная масса элементального духа воды, непрерывно меняющая форму. Бездумно жаждет контакта с другими живыми существами.
В ролевой игре «Зову Ктулху» (Сценарий: «Опадают мёртвые листья») описана редкая среднеанглийская версия Chaat Aquadingen XIV века, содержащая плохо написанную историю или воспоминание о ритуале контакта с морским божеством Хтаатом. Книга принадлежала чикагскому коллекционеру древностей Герману Бёрку. В копии Бёрка в 1920-х годах было вырвано пять страниц; эти пять страниц, повреждённых водой и запачканных кровью и гноем, были опрокинуты обратно в фолиант после их восстановления. С тех пор фолиант, возможно, попал в коллекцию редких оккультных книг в Мискатоникском университете благодаря связи Бёрка с этим учреждением.